# Герон (Монтана)
Герон (англ. Heron) — переписна місцевість (CDP) в США, в окрузі Сендерс штату Монтана. Населення — 173 особи (2020).

## Географія
Герон розташований за координатами 48°3′50″ пн. ш. 115°58′49″ зх. д. / 48.06389° пн. ш. 115.98028° зх. д. (48.063758, -115.980220).  За даними Бюро перепису населення США в 2010 році переписна місцевість мала площу 13,19 км², уся площа — суходіл.

### Клімат
| Клімат : Герон                                                | Клімат : Герон | Клімат : Герон | Клімат : Герон | Клімат : Герон | Клімат : Герон | Клімат : Герон | Клімат : Герон | Клімат : Герон | Клімат : Герон | Клімат : Герон | Клімат : Герон | Клімат : Герон | Клімат : Герон |
| Показник                                                      | Січ.           | Лют.           | Бер.           | Квіт.          | Трав.          | Черв.          | Лип.           | Серп.          | Вер.           | Жовт.          | Лист.          | Груд.          | Рік            |
| Абсолютний максимум, °C                                       | 16,1           | 15,0           | 22,8           | 31,1           | 35,6           | 37,8           | 40,6           | 41,1           | 36,1           | 30,6           | 20,0           | 14,4           | 41,1           |
| Середній максимум, °C                                         | 0,6            | 3,3            | 8,2            | 14,1           | 19,1           | 22,8           | 27,4           | 27,2           | 21,2           | 12,6           | 4,3            | −0,2           | 13,4           |
| Середній мінімум, °C                                          | −5,4           | −5,1           | −2,7           | 0,0            | 3,6            | 6,9            | 8,4            | 7,7            | 4,3            | 0,7            | −1,9           | −5,7           | 0,9            |
| Абсолютний мінімум, °C                                        | −39,4          | −35,6          | −30            | −18,3          | −7,2           | −3,9           | −1,7           | −6,1           | −12,8          | −15,6          | −25,6          | −37,2          | −39,4          |
| Норма опадів, мм                                              | 108            | 74             | 75             | 60             | 72             | 72             | 35             | 27             | 44             | 68             | 117            | 105            | 857            |
| Днів з опадами                                                | 14,7           | 10,8           | 12,0           | 10,1           | 10,8           | 9,8            | 5,5            | 4,6            | 6,3            | 10,2           | 14,6           | 14,2           | 123,6          |
| Днів зі снігом                                                | 9,6            | 5,8            | 4,0            | 1,0            | 0,1            | 0              | 0              | 0              | 0              | 0,3            | 4,7            | 10,5           | 36,0           |
| ------------------------------------------------------------- | -------------- | -------------- | -------------- | -------------- | -------------- | -------------- | -------------- | -------------- | -------------- | -------------- | -------------- | -------------- | -------------- |
| Джерело: NWS NOWDATA for Heron 2NW from the NWS Missoula area |                |                |                |                |                |                |                |                |                |                |                |                |                |

## Демографія
Згідно з переписом 2010 року, у переписній місцевості мешкали 282 особи в 105 домогосподарствах у складі 63 родин. Густота населення становила 21 особа/км².  Було 125 помешкань (9/км²).
Расовий склад населення:
| - 94,3 % — білих - 1,4 % — чорних або афроамериканців - 0,4 % — азіатів - 1,8 % — осіб інших рас |

До двох чи більше рас належало 2,1 %. Частка іспаномовних становила 3,5 % від усіх жителів.
За віковим діапазоном населення розподілялося таким чином: 36,9 % — особи молодші 18 років, 48,9 % — особи у віці 18—64 років, 14,2 % — особи у віці 65 років та старші. Медіана віку мешканця становила 36,0 року. На 100 осіб жіночої статі у переписній місцевості припадало 125,6 чоловіків;  на 100 жінок у віці від 18 років та старших — 117,1 чоловіків також старших 18 років.
Середній дохід на одне домашнє господарство  становив 46 109 доларів США (медіана — 45 192), а середній дохід на одну сім'ю — 49 072 долари (медіана — 43 393). За межею бідності перебувало 4,5 % осіб, у тому числі 0,0 % дітей у віці до 18 років та 0,0 % осіб у віці 65 років та старших.
Цивільне працевлаштоване населення становило 112 особи. Основні галузі зайнятості: освіта, охорона здоров'я та соціальна допомога — 35,7 %, будівництво — 35,7 %, транспорт — 18,8 %, виробництво — 7,1 %.